# Seznam bolgarskih filozofov
Seznam bolgarskih filozofov.

## D
- Peter Deunov  (Petăr Dănov; "Beinsa Duono") (1864-1944)
- Petăr Džidrov?

## F
- Georgi Fotev (sociolog)

## G
- Dimitri Ginev (1956-2021)
- Ivan Gjuzelev

## K
- Ivan Krastev (politolog)
- Julia Kristeva (bolgarsko-francoska)
- Krastjo Krstev (1866-1919)

## L
- Aleksandˇar Lilov

## M
- Stojan Mihajlovski

## P
- Isak Pasi
- Todor Pavlov
- Georgi Petkov?
- Emanuil (Zahariev) Popdimitrov - Popzahariev (1885–1943)

## R
- Yvanka B. Raynova (Ivanka Rajnova)

## T
- Tzvetan Todorov (Cvetan Todorov) (bolgarsko-francoski)
- Maria Todorova
- Ceko Torbov  (1899 - 1987)
- Ina Trˇantcheva

*